# 黄河街道 (贵阳市)
黄河街道，是中华人民共和国贵州省貴陽市花溪区一个已撤销的街道办事处。
2012年前，下辖：锦江社区、清水江社区、香江社区、华阳社区、兴隆社区、淮河社区、浦江社区、云凯社区、中院村和大坡村。2012年8月14日，贵阳市人民政府通知决定撤销49个街道办事处，设立90个社区服务中心。